# 奧布雷日察鄉
45°30′N 27°05′E / 45.500°N 27.083°E
奧布雷日察鄉（羅馬尼亞語：Comuna Obrejița, Vrancea），是羅馬尼亞的鄉份，位於該國東部，由弗朗恰縣負責管轄，面積16平方公里，海拔高度85米，2002年人口1,653，人口密度每平方公里106人。